# Roy Sullivan
Roy Cleveland Sullivan (Contea di Greene, 7 febbraio 1912 – Dooms, 28 settembre 1983) era un park ranger statunitense nel Shenandoah National Park della Virginia.
Tra il 1942 e il 1977, Sullivan venne colpito da un fulmine in sette occasioni diverse e sopravvisse tutte le volte. Per questo motivo, si guadagnò il soprannome di "Conduttore umano di fulmini" o "Parafulmine umano". Sullivan è riconosciuto dal Guinness dei primati come la persona che venne colpita più volte da un fulmine rispetto a qualsiasi altro essere umano.
Due dei suoi cappelli da Ranger sono in mostra all'Exhibit Guinness World di New York e della Carolina del Sud.

## Biografia
Nato nella Contea di Greene, in Virginia, il 7 febbraio 1912, viveva nella comunità di Dooms. Iniziò a lavorare nel 1936 come ranger presso il Shenandoah National Park. Era descritto come un uomo muscoloso con volto ampio e robusto, assomigliante all'attore Gene Hackman. Veniva evitato dalle persone proprio a causa della paura di essere colpiti da un fulmine. Una volta ricordò: «Stavo camminando con il ranger capo un giorno, quando ad un tratto cominciò a fulminare. Il capo mi disse: "ci vediamo più tardi".»
Il 28 settembre 1983, all'età di 71 anni, si tolse la vita sparandosi alla testa con un'arma da fuoco. Si ritiene che la causa del suicidio fosse una delusione amorosa.

### I sette fulmini
Ricevette il primo colpo di fulmine nell'aprile del 1942. Sullivan stava perlustrando l'area, quando si nascose in una torre di avvistamento antincendio a causa di un temporale. La torre era di recente costruzione e non possedeva parafulmini, così venne colpita per sette o otto volte. Sullivan disse che all'interno della torre "il fuoco saltava da tutte le parti", per cui corse fuori e a pochi metri di distanza subì quello che lui riteneva il suo peggior colpo di fulmine. Gli bruciò mezzo pollice e tutta la gamba destra, colpendo la punta del piede e lasciando un buco nella scarpa.

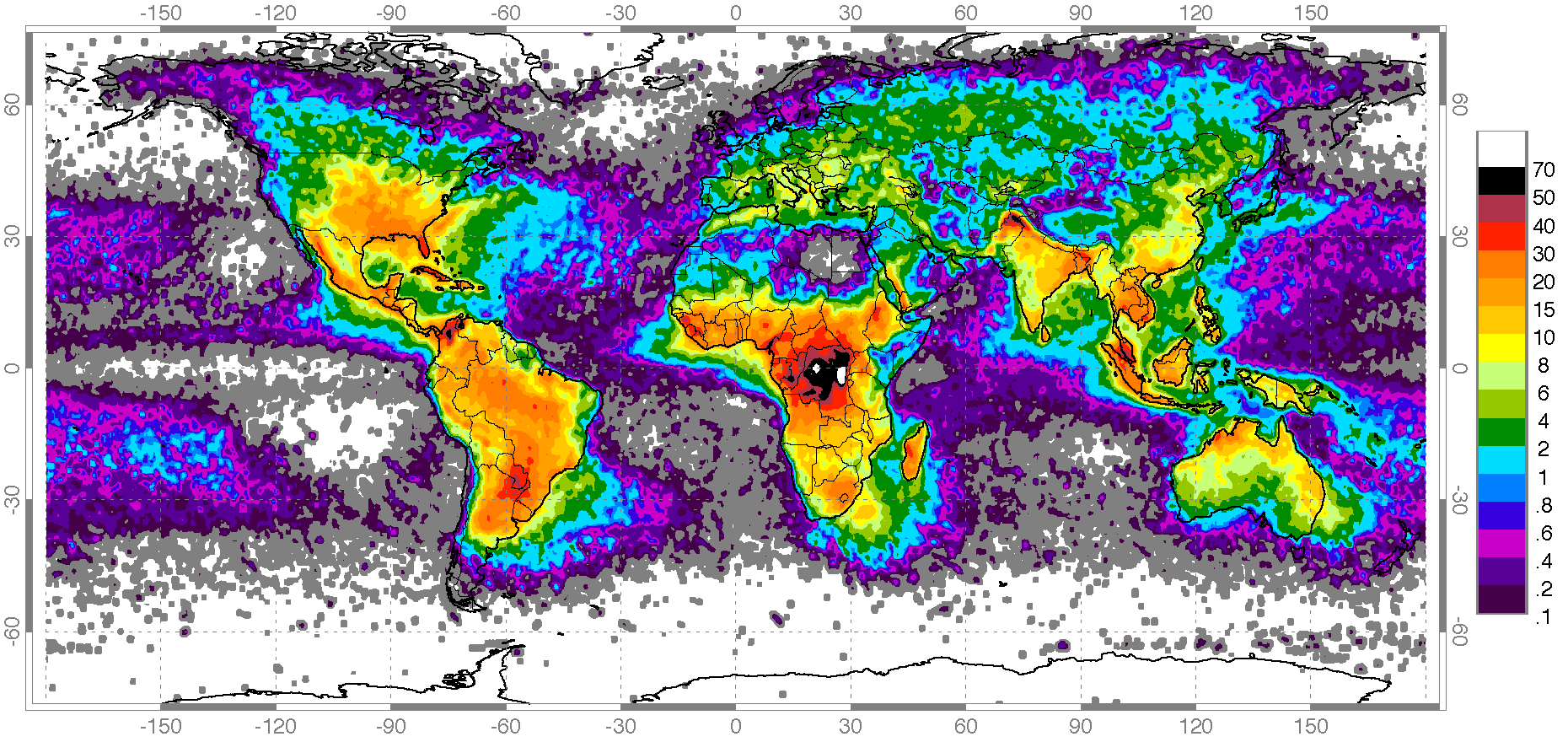
Mappa mondiale indicante la frequenza dei fulmini

Il secondo fulmine lo colpì nel luglio del 1969 mentre stava guidando il suo camion su una strada di montagna. Normalmente il corpo metallico di un veicolo protegge le persone da scariche elettriche esterne; il fulmine colpì prima gli alberi vicini per deviare fino alla finestra aperta del camion. Il colpo fece perdere i sensi a Sullivan, bruciandogli le sopracciglia, le ciglia e la maggior parte dei capelli. Il camion incontrollato continuò a muoversi fino a quando non si fermò vicino a un picco.
Il terzo lo colpì nel 1970, mentre si trovava nel cortile della sua abitazione. Il fulmine colpì prima un trasformatore di alimentazione situato nelle vicinanze e da lì gli ferì la spalla sinistra.
Il quarto fulmine si verificò nel 1972, mentre Sullivan stava lavorando all'interno di una stazione dei ranger nel Shenandoah National Park. I capelli gli andarono a fuoco, così Sullivan tentò di soffocare le fiamme con la giacca. Poi si precipitò nella toilette, ma non poteva stare sotto il rubinetto e quindi usò un asciugamano bagnato. Dopo questo episodiò iniziò a credere che una forza misteriosa stesse cercando di distruggerlo e da allora ebbe una gran paura della morte. Per mesi, ogni volta che c'era una tempesta e mentre guidava il suo camion, si sdraiava sul sedile anteriore fino a quando la tempesta finiva.
Il quinto fulmine lo ferì il 7 agosto 1973. Mentre era fuori di pattuglia nel parco, Sullivan vide una nube di tempesta in arrivo, così se ne andò in fretta. Ma la nube, disse più tardi, sembrava che lo seguisse. Quando finalmente pensava di averla superata, decise di lasciare il suo camion. Poco dopo, fu colpito da un fulmine che gli fece perdere conoscenza. Dichiarò di aver effettivamente visto il fulmine che lo aveva colpito. Oltre a bruciargli il cappello, il fulmine si spostò in basso, colpendogli il braccio sinistro e la gamba sinistra, levandogli la scarpa ma senza sciogliere i lacci. Poi si diresse verso la gamba destra, appena sotto il ginocchio. Quando riprese conoscenza, Sullivan strisciò verso il suo camion e si versò in testa la bottiglia d'acqua che teneva sempre lì.
Il 5 giugno 1976, Sullivan fu colpito dal sesto fulmine, che gli ferì la caviglia. Riferì di aver visto una nuvola e di aver cercato di scappare, ma venne colpito ugualmente.

Lo stato del Virginia ha un tasso relativamente elevato di fulmini

La mattina di sabato 25 giugno 1977 Sullivan era a pesca, nei pressi di una piscina d'acqua dolce, quando venne colpito per la settima volta. Il fulmine colpì la parte superiore della testa, viaggiò verso il basso bruciandogli il petto e lo stomaco. Sullivan si voltò verso la sua auto e poi, altra cosa inaspettata, vide un orso che tentava di rubare la trota che aveva pescato. Sullivan ebbe la forza e il coraggio di colpire l'orso con un ramo di un albero. Sostenne che era la ventiduesima volta che colpiva un orso con un bastone.
Tutti e sette i fulmini vennero documentati dal sovrintendente di Shenandoah National Park, R. Taylor Hoskins e verificati dai medici. Sullivan ricorda che la prima volta che venne colpito da un fulmine non è stato nel 1942, ma molto prima. Quando era un bambino, stava aiutando il padre a tagliare il grano in un campo, quando un fulmine colpì la lama della sua falce senza ferirlo. Di questo episodio non esistono però prove né testimonianze.
Anche la moglie di Sullivan venne colpita una volta da un fulmine: all'improvviso arrivò un temporale mentre era fuori ad appendere gli abiti nel cortile di casa. Suo marito la stava aiutando, ma ne uscì illeso.

## Statistiche
Le probabilità per una persona comune di essere colpita da un fulmine in un periodo di 80 anni sono circa 1:10.000 (1×10−4). Le probabilità di essere colpiti sette volte sono 1:10.0007 ( 1×10−28). Tale elevatissimo valore medio non può che abbassarsi sensibilmente per persone che, come Sullivan, per la natura del proprio lavoro sono più esposte alle intemperie rispetto alla media. In Virginia, dove abitava, in media ci sono dai 35 ai 45 giorni di temporale all'anno, la maggior parte dei quali avvengono tra giugno, luglio e agosto. Tra il 1959 e il 2000 i fulmini hanno provocato in Virginia la morte di 58 persone e il ferimento di almeno 238. Nello stesso periodo negli Stati Uniti, 3239 persone sono state uccise e 13057 ferite da un fulmine. La maggior parte di questi erano maschi tra i 20 e i 40 anni colpiti all'aperto.